# The All-American Rejects
The All-American Rejects är ett amerikanskt alternativ rock-band som bildades 1999 i Stillwater, Oklahoma.
Bandet albumdebuterade 2003 med självbetitlade The All-American Rejects, innehållande bland annat hitsingeln "Swing Swing". Bandet slog igenom i Sverige med singeln "My Paper Heart". Albumet Move Along släpptes 2005 medan singeln "Dirty Little Secret", som var med i filmen John Tucker Must Die, kom på nionde plats på Billboard Hot 100 januari 2006 och plats 18 i UK top 40 juni 2006.
Deras låt "Move Along" har varit med i avsnitt 2, säsong 3, av One Tree Hill, och även i filmen She's the Man.
Låten "Swing Swing" framfördes i den brittiska TV-serien All The Small Things som sänds på BBCOne.
Bandet har även gjort en cover av Britney Spears låt "Womanizer" i samarbete med Pepsi Smash & Yahoo! Music.

## Medlemmar
Nuvarande medlemmar

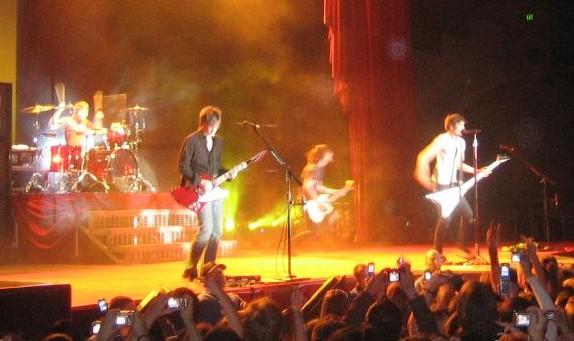
The All-American Rejects 4 december 2006.

- Tyson Ritter – sång, basgitarr, keyboard (1999– )
- Nick Wheeler – sologitarr (2001– ), rytmgitarr (2001–2002), trummor, percussion (1999–2001), keyboard, piano, bakgrundssång (1999– )
- Mike Kennerty – rytmgitarr, basgitarr, keyboard, bakgrundssång (2002– )
- Chris Gaylor – trummor, percussion, bakgrundssång (2002– )

Nuvarande turnerande medlemmar
- Scotty Chesak – keyboard, piano, bakgrundssång, gitarr, percussion, basgitarr (2011– )

Tidigare medlemmar
- Jesse Tabish – sologitarr, rytmgitarr, sång (1999–2001)
- Tim Campbell – trummor, percussion (2001–2002)

Tidigare turnerande medlemmar
- Timothy Jordan II – keyboard, piano, bakgrundssång, gitarr, percussion (2005)
- Nick Foxer – keyboard, piano, bakgrundssång, gitarr (2006)
- Butch Walker – basgitarr, bakgrundssång (2006)
- Kevin Saulnier – keyboard, piano, bakgrundssång, gitarr, percussion (2006–2011)
- Ethan Novak – basgitarr, bakgrundssång, gitarr (2009–2011)
- Mike Shawcross – percussion, bakgrundssång (2011–2013)
- Matt Rubano – basgitarr, bakgrundssång, keyboard, piano, gitarr (2011–2016)

## Diskografi
Studioalbum
- 2003 – The All-American Rejects
- 2006 – Move Along
- 2008 – When The World Comes Down
- 2012 – Kids in the Street

EP
- 2001 – Same Girl, New Songs
- 2005 – The Bite Back EP
- 2009 – Gives You Hell: The Remixes
- 2009 – The Wind Blows: The Remixes
- 2009 – I Wanna: The Remixes
- 2012 – Flatline EP
- 2020 – Move Along 15: Live & Acoustic

Singlar (på Billboard Hot 100)
- 2002 – "Swing, Swing" (#60)
- 2005 – "Dirty Little Secret" (#9)
- 2006 – "Move Along" (#15)
- 2006 – "It Ends Tonight" (#8)
- 2008 – "Gives You Hell" (#4)
- 2009 – "I Wanna" (#92)